# 穀物法
穀物法（こくもつほう、英語: Corn Laws）とは、イギリスの穀物取引に関する法律である。特に、1815年から1846年にかけて施行されていた法が知られている。穀物価格の高値維持を目的としており地主貴族層の利益を保護していたが、安価な穀物の供給による労働者賃金の引き下げを期図した産業資本家を中心とする反穀物法同盟などの反対運動の結果、撤廃され自由貿易体制が確立した。このときはヨーロッパ全体が不作であり、撤廃は結果としてフランスでのスタグフレーションを促し大規模なものにした。ひいては1848年革命の遠因ともなった。

## 概要
イギリスでは中世末期から穀物の輸入を規制する法律があったが、1815年ナポレオン戦争終結の際、地主が優勢だった議会は戦後も穀価を高く維持するため、国内価格が1クォーター80シリング（＝4ポンド）に達するまで外国産小麦の輸入を禁止する穀物法を定めた。その後、穀価の騰落に応じて輸入関税を増減する方式に改められたが、1839年反穀物法同盟が組織されてからは産業資本家層が中心となって激しい運動を展開し、1846年にはピール内閣により穀物法廃止が行われた。
産業資本家が穀物法に反対した背景としては、当時、工場労働者の賃金は最低限の生活費が基準になっており、穀物価格の高騰は賃金水準の上昇を意味していた事が挙げられる。特に当時のイギリスにおいては長期に渡る保護貿易の結果として大陸に比べ穀物価格が高くなっており、安価な穀物の供給により賃金の引き下げを狙う産業資本家と単純に安価なパンを求める労働者は、穀物法廃止という点について利害の一致をみていた。
穀物法廃止は航海法撤廃とともに保護貿易から自由貿易主義への転換点であり、かつては地主貴族に対する産業資本家の輝かしい勝利であるとされたが、南部地主貴族・金融サーヴィス資本の北部産業資本に対する一貫した優位という見地が一般化した現在では、一定の勝利である事は疑いないものの、むしろ独立した階級として勢力を形成しつつあった労働者階級の取り込みを図ったものでもあると考えられている。
大方の予想に反し、穀物法廃止後もイギリス農業は発展を続ける。農業革命以来推し進められた農業生産の効率化によってイギリスはヨーロッパの他地域に比べ、高い生産効率を誇っていたが、自由貿易により危機感を煽られた地主貴族および農業資本家が導入した高度集約農業(ハイファーミング)によって、イギリス農業は更なる進歩を遂げた。イギリス農業の繁栄は1870年代まで続き、この時期はイギリス農業の黄金時代とされている。

## 関連図書
- Somers, Robert; Ingram, Thomas Allan (1911). "Corn Laws" . In Chisholm, Hugh (ed.). Encyclopædia Britannica (英語). Vol. 7 (11th ed.). Cambridge University Press. pp. 174–178.